# Riudellots de la Selva
Riudellots de la Selva – gmina w Hiszpanii, w prowincji Girona, w Katalonii, o powierzchni 13,36 km². W 2011 roku gmina liczyła 2037 mieszkańców.